# Керницький Іван Михайлович
Керницький Іван Михайлович (нар. 30 вересня 1909 — 9 квітня 1979) — український мовознавець, доктор філологічних наук з 1969.

## Біографія
Народився у с. Гаї, тепер Пустомитівського району Львівської області.
Закінчив 1937 Львівський університет.
У 1938–1946 викладав українську мову в школах Львова.
З 1946 до кінця життя працював (від 1951 — старший науковий співробітник) у відділі мовознавства Інституту суспільних наук АН УРСР (Львів).
Помер у Львові; похований у селі Гаї.

## Праці
- «Наголос у сучасній українській літературній мові» (1954, у співавт.),
- «Іван Франко як мовознавець» (1956),
- «Із спостережень над формами давньоминулого часу в староруських і староукраїнських пам'ятках» (1959),
- «Морфологічні особливості мови „Війтівських книг“ XVI–XVII ст. с. Одрехови, колишнього Сяноцького повіту на Лемківщині» (1962),
- «Система словозміни в українській мові на матеріалі пам'яток XVI ст.» (1967) та ін.
- Словник староукраїнської мови XIV—XV ст.: У 2 т. / Укл.: Д. Г. Гринчишин, У. Я. Єдлінська, В. Л. Карпова, І. М. Керницький, Л. М. Полюга, Р. Й. Керста, М. Л. Худаш. — К.: Наукова думка, 1977—1978. — Т. 1 — 2.

Співавтор і член редколегії «Польсько-українського словника» (т. 1—2, 1958—1960), співавтор і один з редакторів «Словника староукраїнської мови XIV–XV ст.» (т. 1—2, 1977—1978; премія ім. І. Франка, 1981), співавтор «Короткого тлумачного словника української мови» (1978, 1988).
Один з авторів підручника для 2 класу початкової школи «Jezyk polski» («Польська мова»), який перевидавався 14 разів у 1951—1969; співупорядник книги «Акти села Одрехови. Прикарпаття. Пам'ятки української ділової писемності XVI–XVII ст.» (1970).

## Нагороди
- 1981: Премія імені І. Я. Франка (за «Словник староукраїнської мови XIV—XV ст.»)